# Trillium camschatcense
Trillium camschatcense är en nysrotsväxtart som beskrevs av Ker Gawl. Trillium camschatcense ingår i släktet treblad, och familjen nysrotsväxter. Inga underarter finns listade.

## Bildgalleri

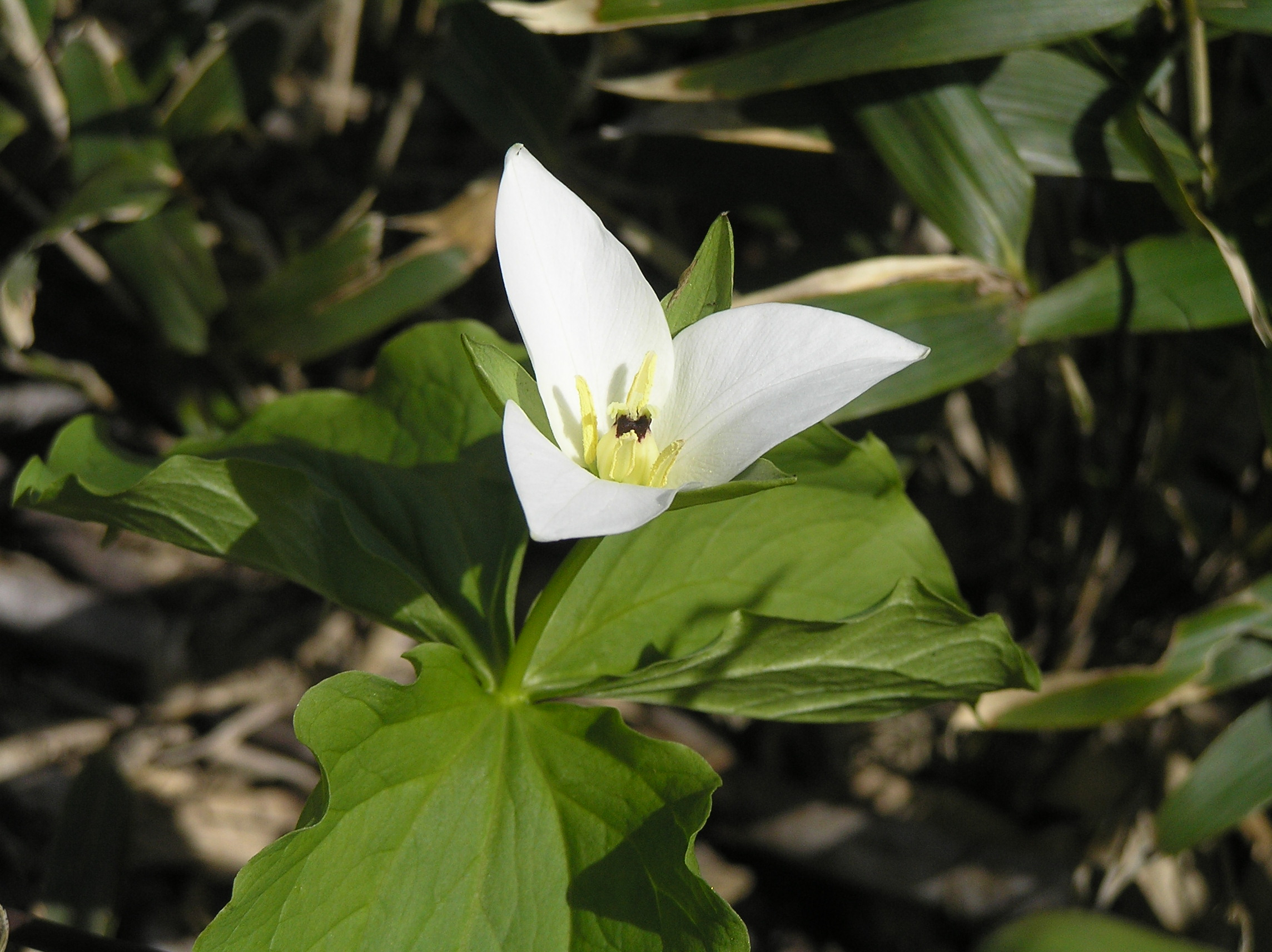
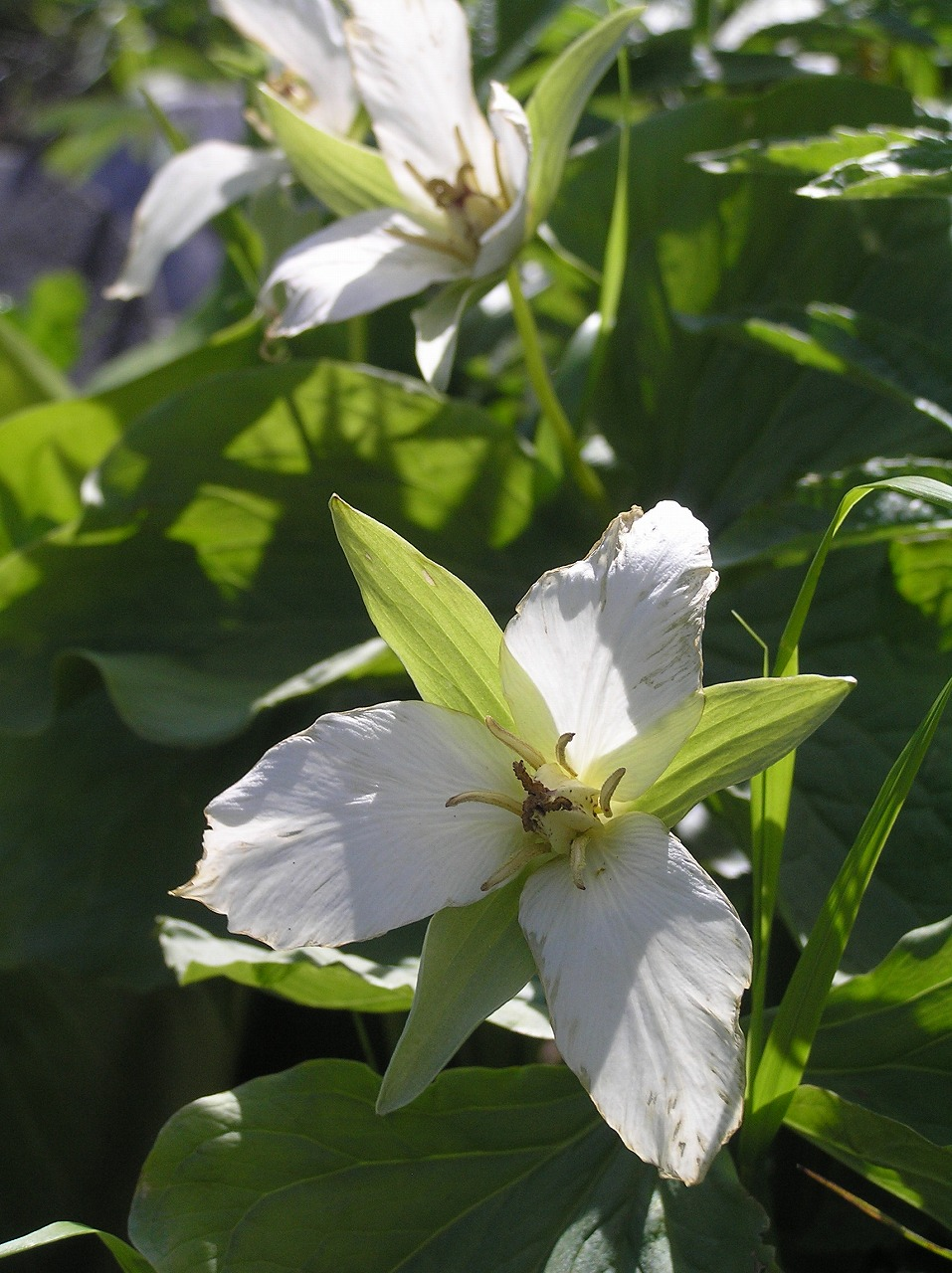